# Шарбаш (приток Сугутки)
Шарбаш — река в России, протекает в Урмарском районе Чувашской Республики. Левый приток реки Сугутка.

## География
Река Шарбаш берёт начало к югу от села Мусирмы. Течёт на юго-восток по открытой местности мимо населённых пунктов Колхоз Восход и Шигали. Устье реки находится в 3,7 км по левому берегу реки Сугутка. Длина реки составляет 12 км, площадь водосборного бассейна — 45,7 км².

## Данные водного реестра
По данным государственного водного реестра России относится к Верхневолжскому бассейновому округу, водохозяйственный участок реки — Свияга от села Альшеево и до устья, речной подбассейн реки — Волга от впадения Оки до Куйбышевского водохранилища (без бассейна Суры). Речной бассейн реки — (Верхняя) Волга до Куйбышевского водохранилища (без бассейна Оки).
Код объекта в государственном водном реестре — 08010400612112100003062.